# 市川浩
市川 浩（いちかわ ひろし、1931年5月2日 - 2002年8月17日）は、日本の哲学者・身体論者。明治大学名誉教授。
ベルクソンらのフランス哲学が専門。身体論を軸に人間存在の把握を追究する、独自の哲学を展開した。著書に『精神としての身体』(1975年)、『〈身〉の構造』(1984年)、『〈中間者〉の哲学』(1990年)など。

## 生涯
京都府出身。仏教学者市川白弦の長男。1954年京都大学文学部卒業。毎日新聞記者となるが、退社し、1959年、東京大学大学院人文科学研究科比較文学比較文化専攻課程入学、山崎正一の教えを受ける。明治大学助教授、教授を経て、名誉教授。『精神としての身体』(1975) で身体論に新しい地平を開き、『<身>の構造』でこれを発展させる。1975年哲学奨励山崎賞受賞。2002年8月、死去。 
南海丸沈没事故
市川は、京都大学文学部卒業後毎日新聞社に入社、記者生活をしていた。1958年1月市川が26歳の時、小松島を出航後大荒れの淡路島沖で沈没した南海丸沈没事故を記者として取材した。一言では言い尽くせないその惨状を目にした市川にとって、その後哲学者を志す契機になったとされる。

## 思想
傾いている家の前に立つと、頭では分かっているのに、「身体」の平衡感覚がおかしくなって、地面の側が坂になっているように感じてしまうことがある。こうしたことなどから、「身体」は、単に、皮膚の内側に閉じ込められた「物質」としての「肉（み）」ではなく、皮膚の外まで拡がり、世界の事物と交わるものであると考えた。「物心二元論」に基づく考え方を嫌った市川は、「身体」の代わりに「身（み）」という言葉を用いている。「身」は、皮膚の下の「肉」という客体的な「身体」と、「身体」を原点として意味づけされた空間の中で、世界の事物と交わりながら社会的に生きている主体のありかとしての「身体」とをうまく統合的に表す概念として使われ、こうした市川の考えは、1970年代以降の身体論に、大きな影響を与えた。

## 著作

### 単著
- 精神としての身体 勁草書房 1975、講談社学術文庫 1992。ISBN 978-4061590199
- 人類の知的遺産 ベルクソン 講談社 1983、新編・講談社学術文庫 1991
- <身>の構造 青土社 1985、講談社学術文庫 1993。ISBN 978-4061590717
- 現代芸術の地平 岩波書店 1985
- <私さがし>と<世界さがし> 岩波書店 1989
- 「中間者」の哲学—メタ・フィジックを超えて 岩波書店 1990。ISBN 978-4000013581
- 身体論集成 中村雄二郎編 岩波現代文庫 2001

### 編著
- 新・哲学入門 山崎正一共編 講談社現代新書 1968
- 現代哲学事典 山崎正一共編 講談社現代新書 1970
- 身体の現象学 山崎賞選考委員会 河出書房新社 1977
- <知>と<技>のフィールド・ワーク 思潮社 1990
- 現代哲学の冒険 全15巻 岩波書店 1990-91
- 寺山修司の宇宙 市川浩、新書館 1992.5

### 翻訳
- Madeline GINS + ARAKAWA『意味のメカニズム』リブロポート 1988年3月、187頁、ISBN 978-4845703319

## 関連人物
- 大室幹雄
- 磯崎新
- 荒川修作
- モーリス・メルロー＝ポンティ
- 中村雄二郎
- 山口昌男
- 河合隼雄
- 多木浩二
- 前田愛
- 大塚信一
- 鷲田清一